# Carta bomba

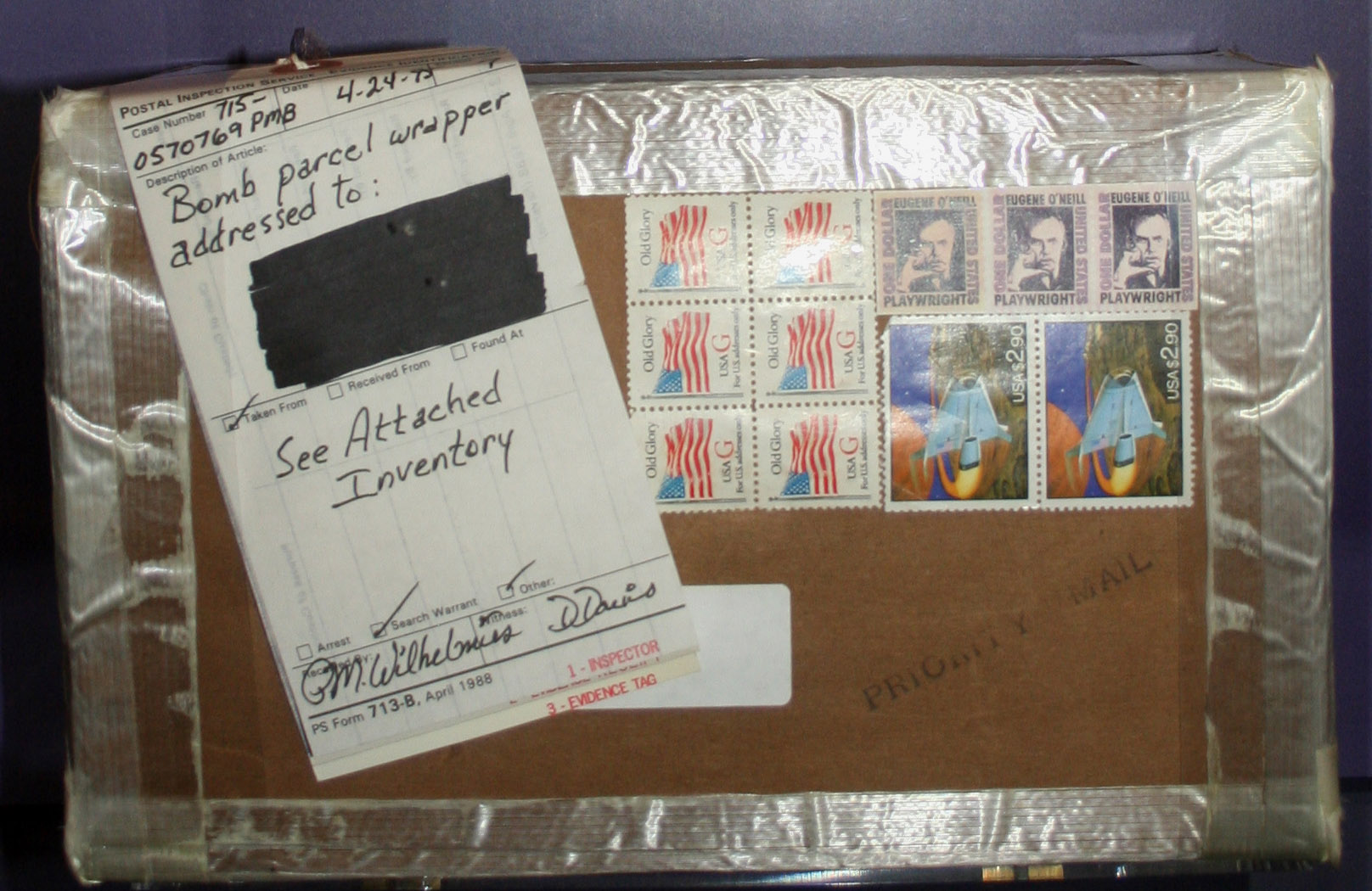
Paquete bomba conservado en el National Postal Museum de Washington D. C. (Estados Unidos).

Una carta bomba o paquete bomba es un sobre o paquete, respectivamente, enviado por vía postal o mensajería que contiene algún dispositivo que, al abrirse, hace explosión.
Suele ser el medio utilizado por bandas y grupos armados y/o terroristas para atentar contra personas o instituciones. En lugar de bombas, la carta o paquete puede contener un arma biológica como en los ataques con carbunco en 2001 en Estados Unidos.